# 旧安田庭園

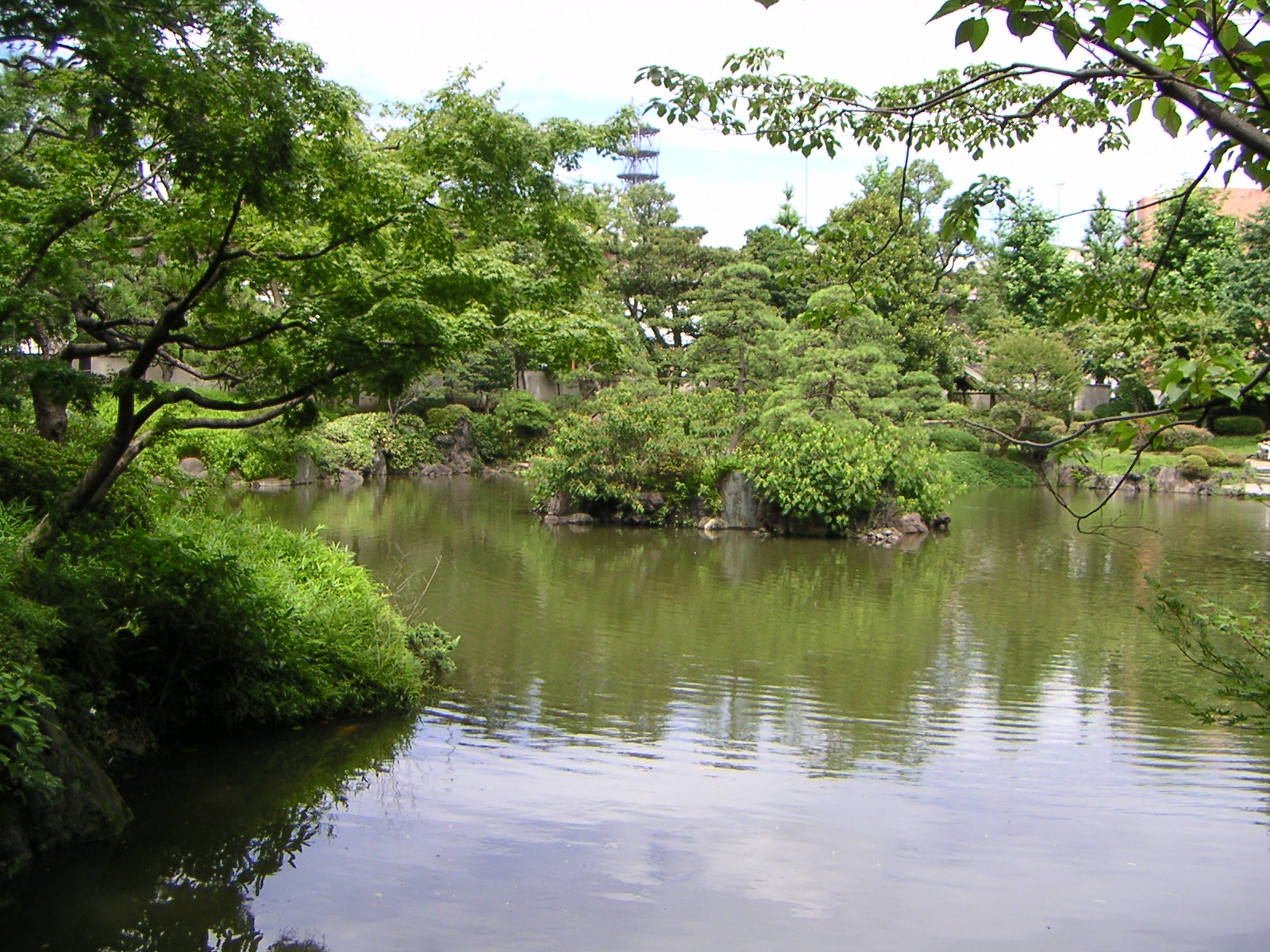
旧安田庭園 心字池

旧安田庭園（きゅうやすだていえん）は、東京都墨田区横網一丁目に所在する、潮入り回遊式庭園として整備された大名庭園である。小島の浮かぶ心字池を老樹と散策路が囲む構成。雪見灯篭が配置され、池には鯉、亀が遊ぶ。人工的に水位の干満が再現されている。

## 歴史
江戸時代においては、本庄松平氏（常陸笠間藩、のち丹後宮津藩）の下屋敷。元禄年間に本庄宗資により大名庭園として築造された。安政年間に隅田川の水を引いた潮入回遊庭園として整備された。明治に入り、旧岡山藩主池田章政の邸宅となる。
1879年（明治12年）、安田財閥の祖である安田善次郎が本所横網町の旧田安邸を買付し、1884年に本邸を建設。2年後の1886年には南北の隣接地も購入し、さらに 1891年には池田邸を購入。こうして横網町2丁目7から11番地が安田善次郎の所有となった。旧安田庭園以外の土地は、現在同愛記念病院と安田学園、横網町公園となっている。
1922年（大正11年）、彼の遺志にもとづいて東京市に寄贈されたが、翌1923年（大正12年）の関東大震災によりほとんど旧態を失った。東京市が残った地割や石組を基に復元を行い、1927年（昭和2年）7月、市民の庭園として開園。
1967年（昭和42年）4月に東京都から墨田区に移管され、現在は墨田区が管理する。その後、植栽整備や泉水の循環装置の導入など全面改修を行い、1971年（昭和46年）5月から再開した。
2018年（平成30年）1月に敷地内の両国公会堂跡地に代々木から移転してきた刀剣博物館が開館した。

## 構造
かつて池の水には隅田川の水を取り入れており、東京湾の潮の満ち引き利用し、眺めの変化を鑑賞する庭園であった。なお、このような潮入の池を有していた庭園としては、他に浜離宮恩賜庭園、旧芝離宮恩賜庭園、清澄庭園がある。
高度経済成長期に隅田川の水質が悪化してからは、隅田川からの取水は止めている。現在では、園北側の地下貯水槽（貯水量約800トン）を利用した循環浄化装置（ポンプ）を設置し、人工的に潮入が再現されている。

## 史跡・文化財
- 駒止石・駒止銀杏・駒止井戸…1631年（寛永8年）秋、阿部豊後守が隅田川氾濫の様子を見に来た際に、馬をつなぎ休憩をした石と伝えられている[7][5]。
- 晋堂雲南句碑…「水も亦器によらず草の露」「わが影にさへ別れけり秋の暮」の二句が並べて刻まれている[8]。
- 供養碑…松尾芭蕉の句「みの虫の音をききにこよ草の庵」が刻まれている[8][5]。

## 施設情報
- 住所 - 東京都墨田区横網一丁目12番1号
- 利用時間 - 午前9時から午後4時30分まで
- 休園日 - 12月29日から1月1日まで
- 入園料金 - 無料

## ギャラリー

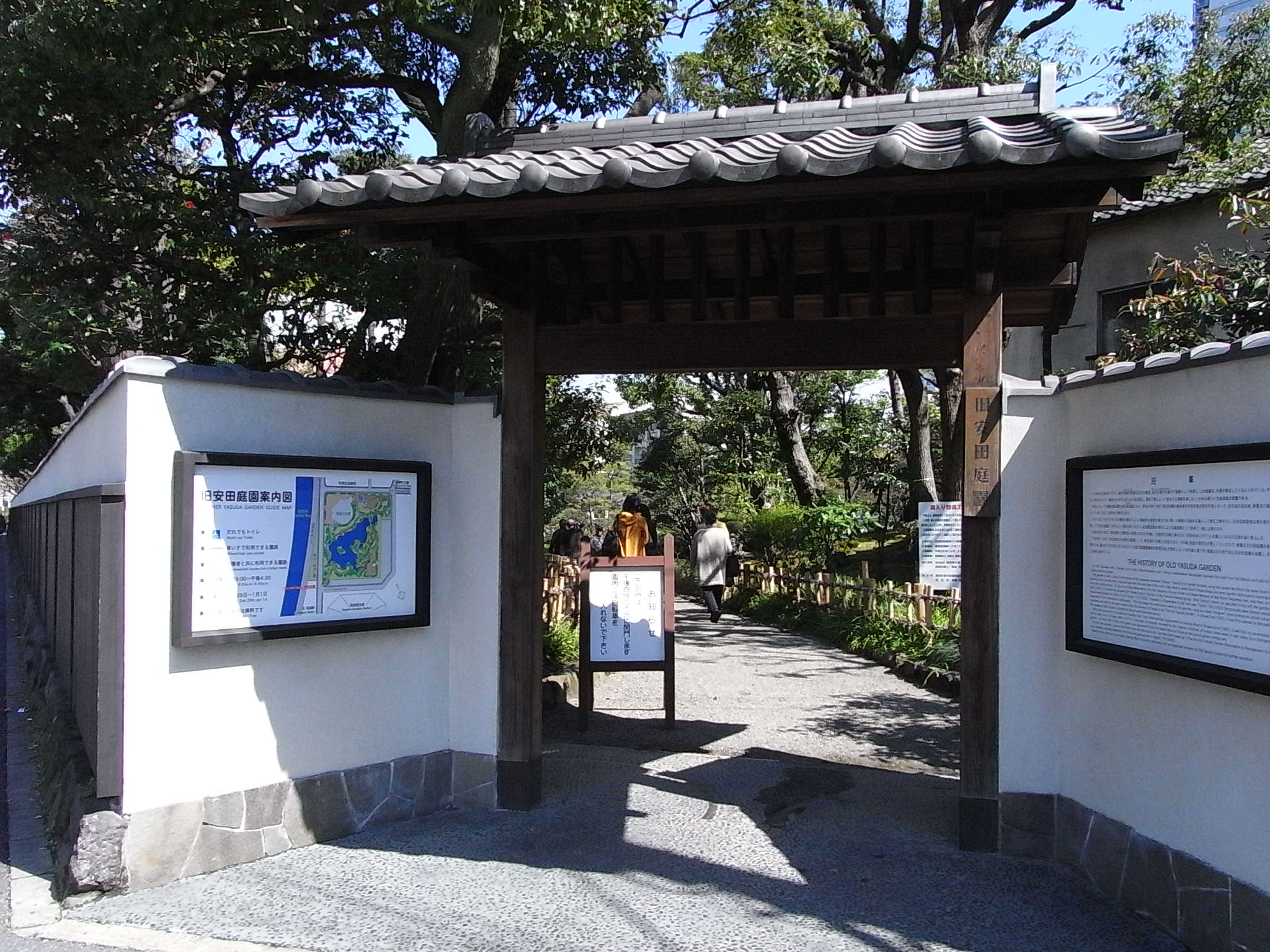
旧安田庭園の西口（2009年3月10日撮影）
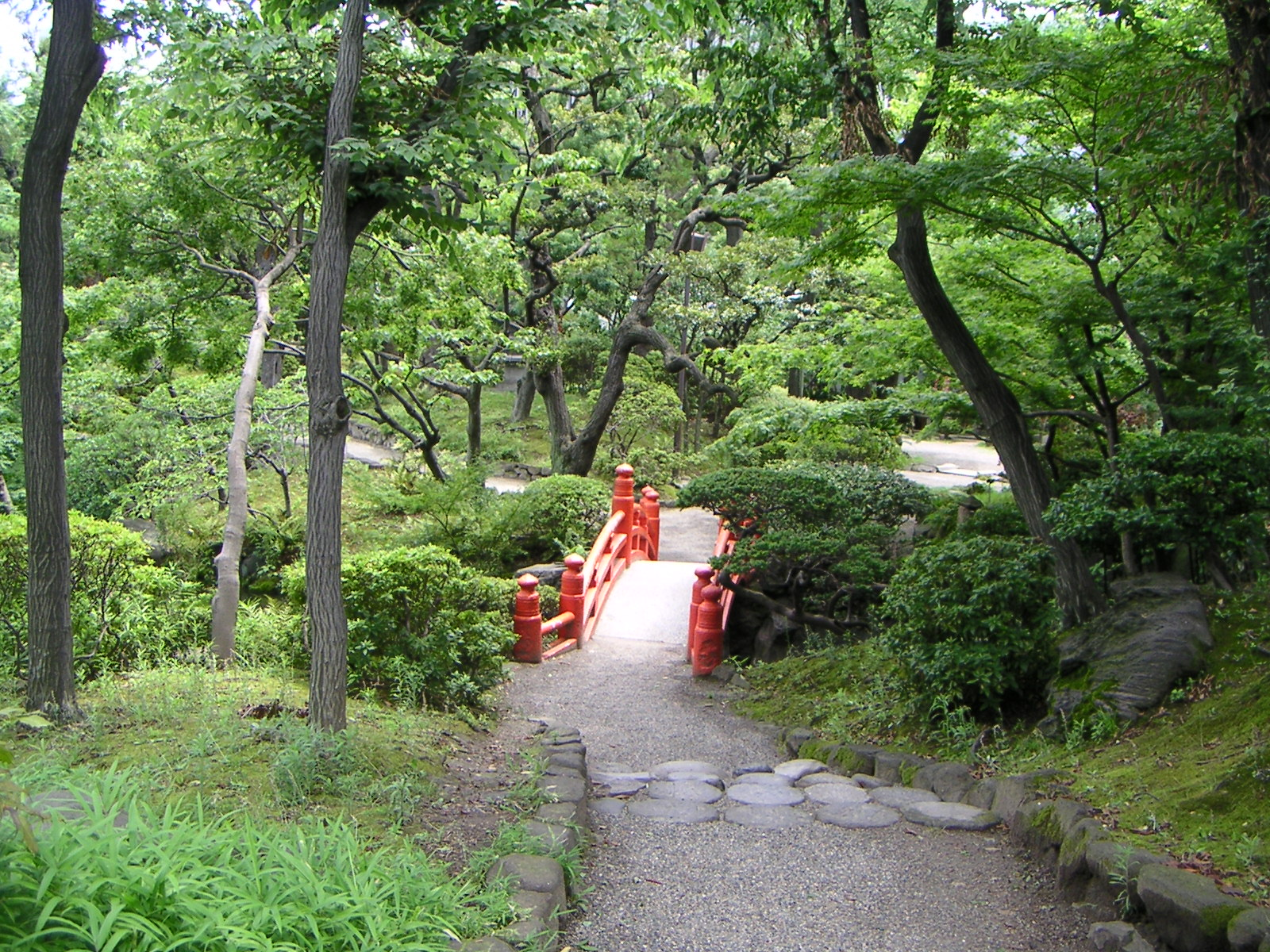
旧安田庭園 橋
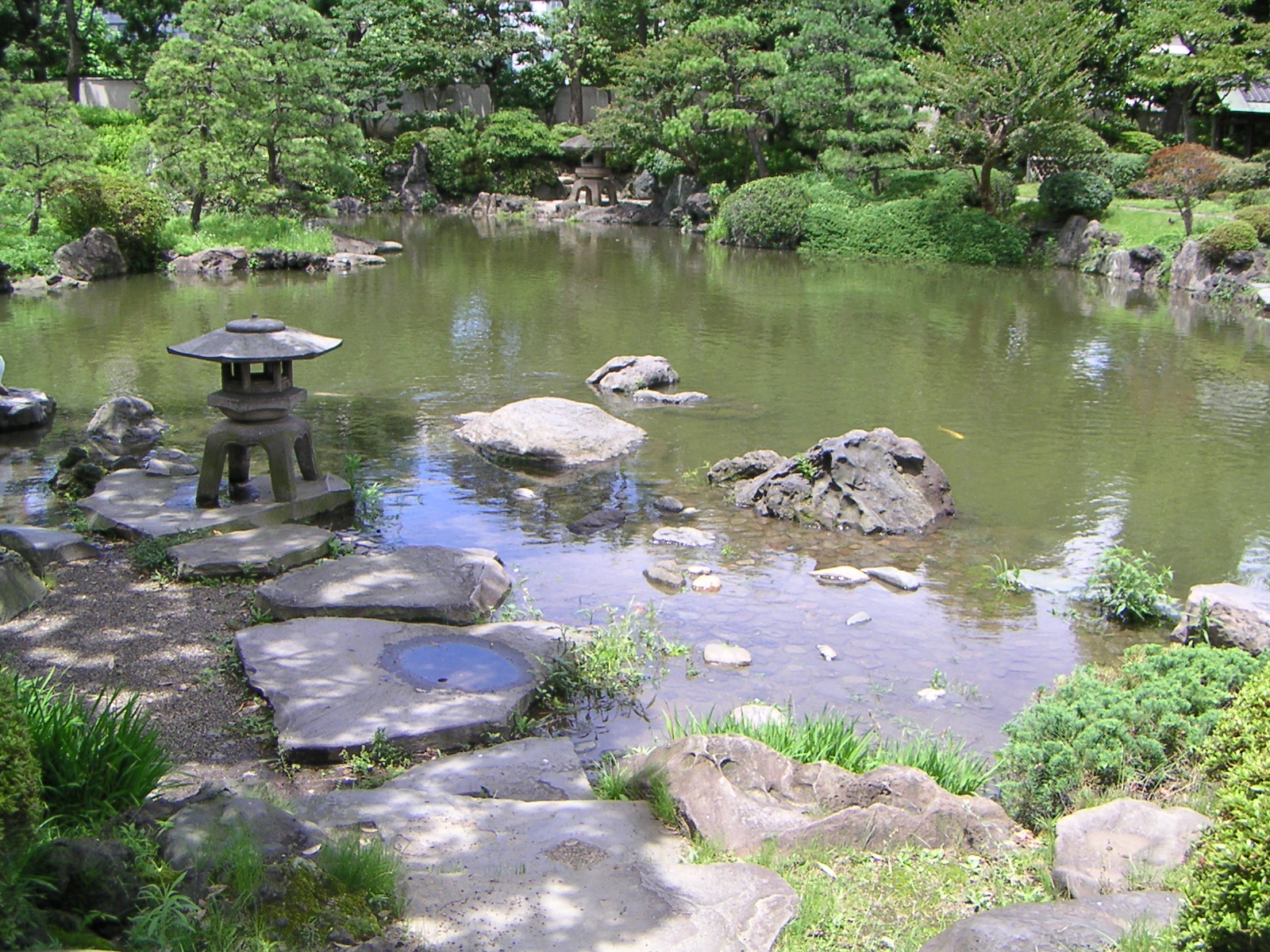
旧安田庭園 雪見灯篭
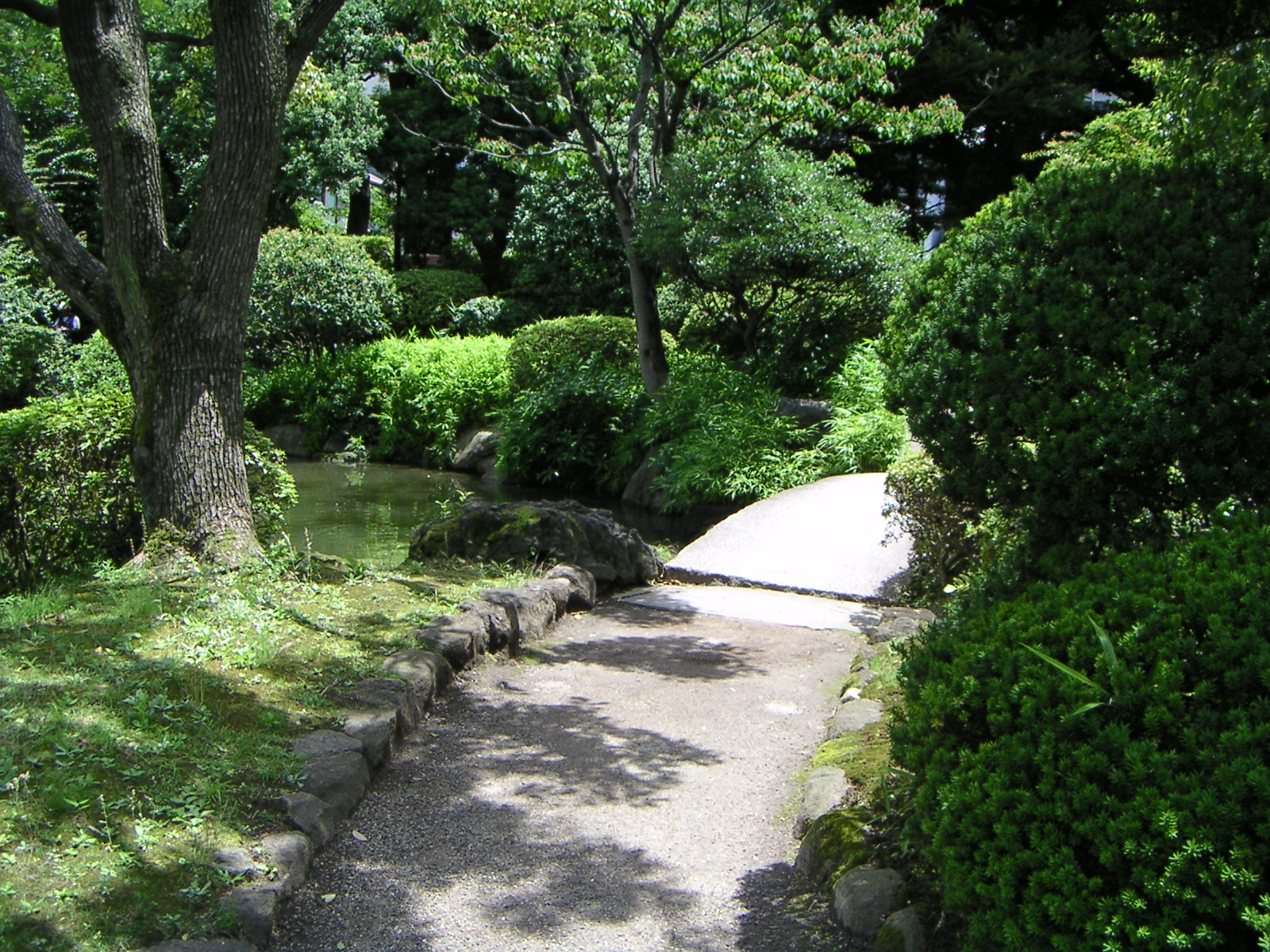
旧安田庭園 散策
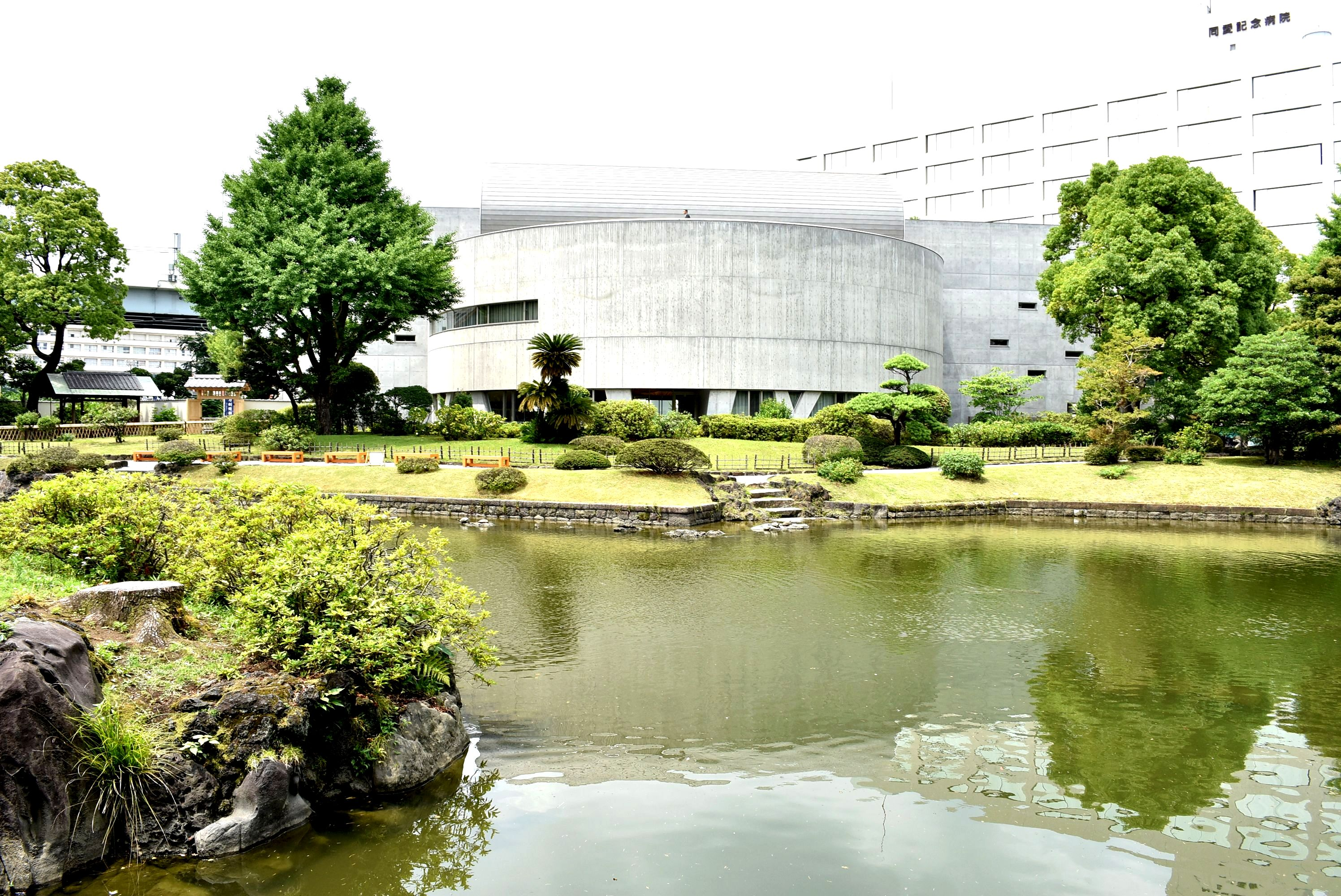
現在の刀剣博物館（2018年6月22日撮影）
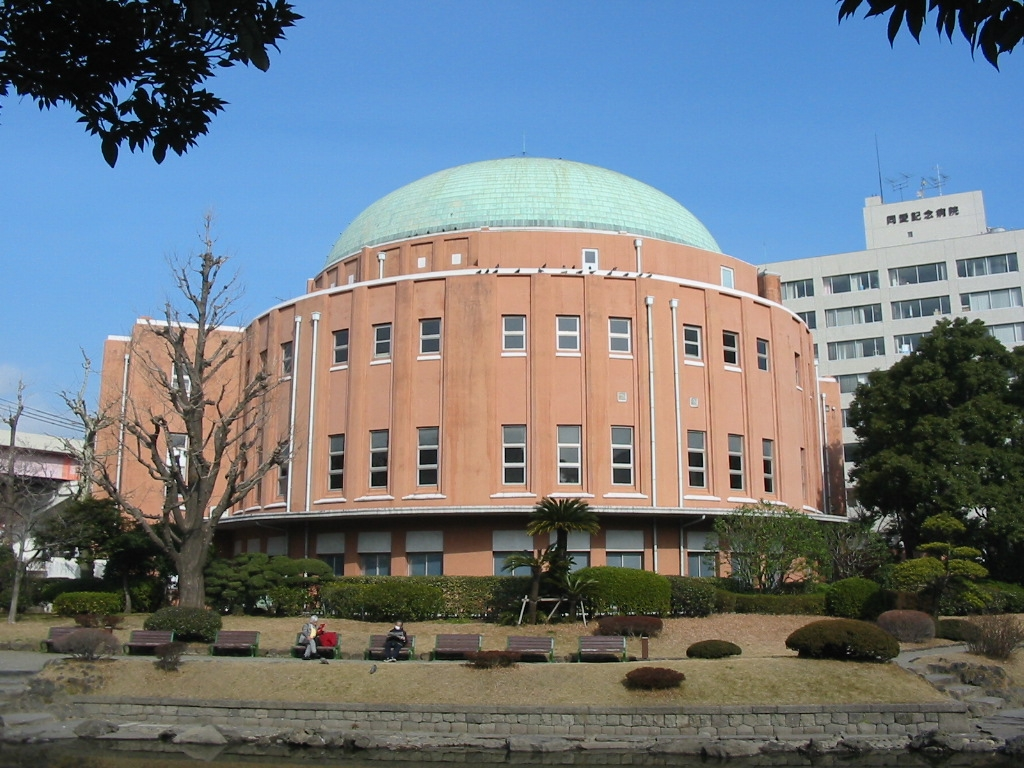
かつて存在した庭園内の両国公会堂。2015年解体。

## 舞台となった作品
※発表年順。
- 夢に見た日々 - 1989年のテレビドラマ。千葉真一演ずる主人公が経営する喫茶店を再建する物語で[9]、店の近くの公園という設定で登場する。